# VTOHL

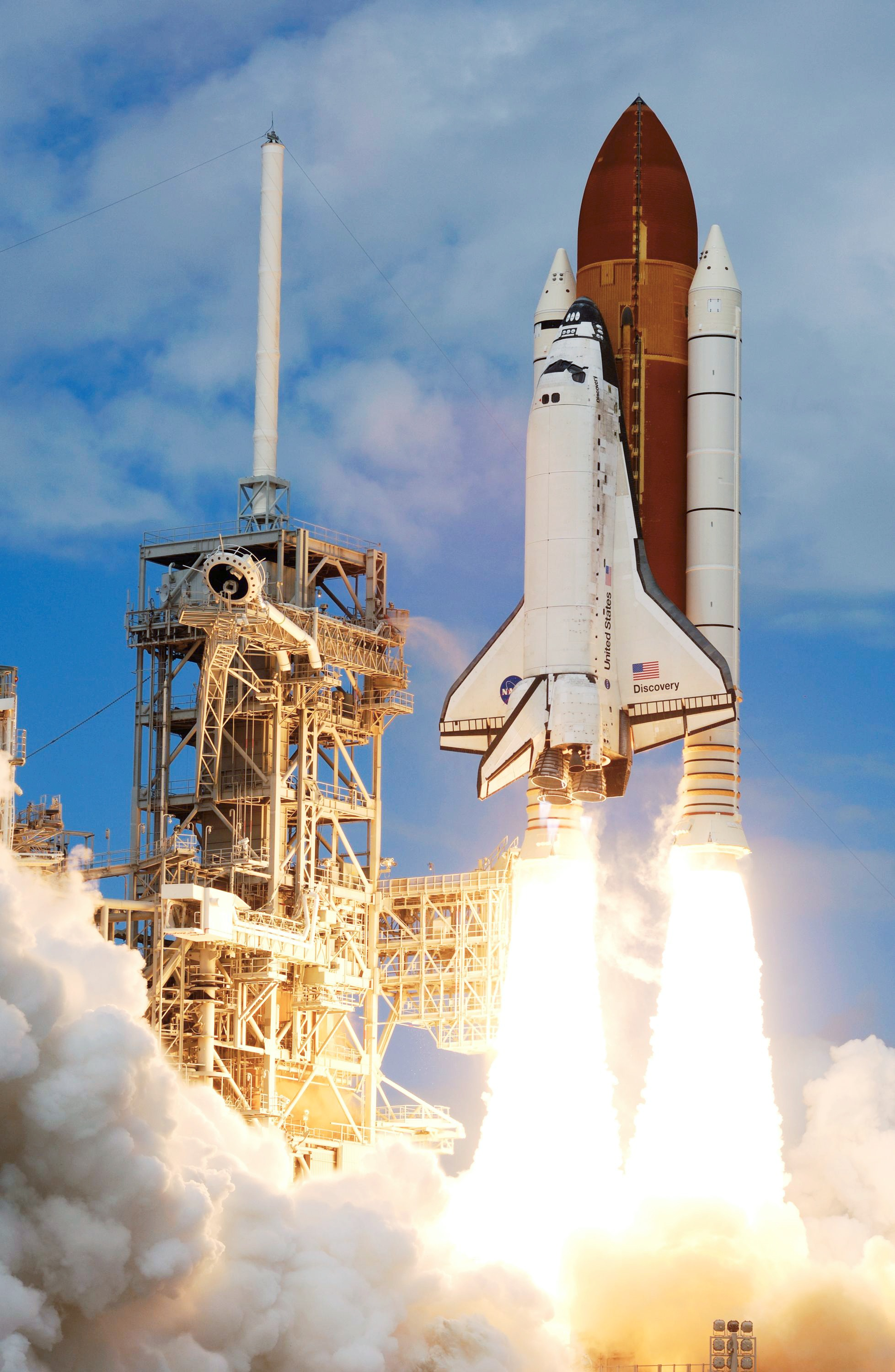
A Discovery űrrepülőgép indítása

A VTOHL a Vertical Take-Off Horizontal Landing rövidítése, amelyet függőleges felszállásra és hagyományos, vízszintes leszállásra alkalmas repülőgépek jelzésére használnak.
VTOHL rendszerű légijármű az űrsikló, amely a hordozórakétás, függőleges kilövés után hagyományos módon, vitorlázórepülőként ér földet.